# Ismail Qemali
Ismail Kemal Bej Vlora kort Ismail Qemali, (Vlorë, 16 januari 1844 - Bari, 24 januari 1919), was een vooraanstaand leider van de Albanese nationalistische beweging, stichter van modern Albanië en daarvan ook het eerste staatshoofd en de eerste premier.
Hij werd geboren als telg van een adellijke familie. Na het volgen van basisonderwijs in zijn geboortestad, en daarna het gymnasium in Ioannina, verhuisde hij in 1859 naar Istanboel. Daar begon hij aan een carrière als Ottomaans ambtenaar. In deze periode spande hij zich ook in voor een Albanese culturele vereniging. Daarna waren zijn politieke inspanningen uitsluitend geconcentreerd het op Albanese nationalisme.
Hij was een van de belangrijkste figuren van de Albanese Verklaring van Onafhankelijkheid en de vorming van een onafhankelijke regering van Albanië op 28 november 1912. Dit betekende het einde van het bijna 500 jaar durende Ottomaans bewind in Albanië. Samen met Isa Boletini en Luigj Gurakuqi hees hij de vlag van Albanië op het balkon van het twee verdiepingen tellende gebouw in Vlorë waar de onafhankelijkheidsverklaring net was ondertekend. Hij diende als eerste premier van Albanië in de periode 1912-1914.

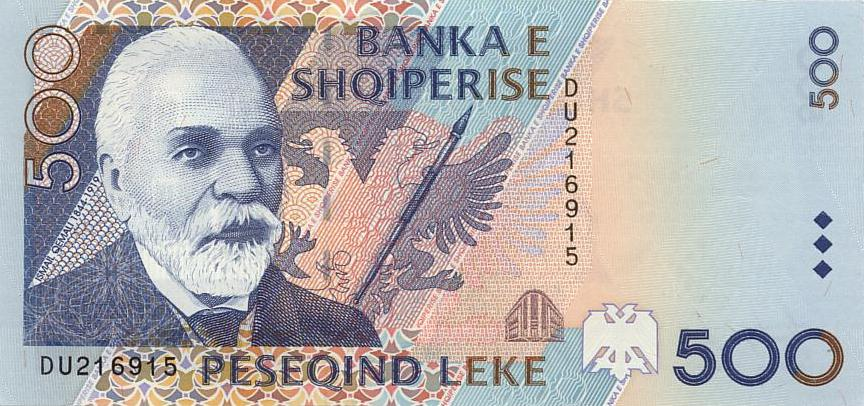
Ismail Qemali staat afgebeeld op het Albanese biljet van 500 lekë

- Bibliothèque nationale de France: cb12460343g (data)
- CiNii: DA1291571X
- Gemeinsame Normdatei: 118866729
- International Standard Name Identifier: 0000 0000 8354 2227
- Library of Congress Control Number: n87928723
- Nationale bibliotheek van Australië: 35345414
- Nationale Bibliotheek van Israël: 987007275489605171
- Nationale Bibliotheek van Polen: a0000003193223
- Système universitaire de documentation: 163503923
- Trove: 919749
- Virtual International Authority File: 7486133
- WorldCat: E39PBJvtdBC4mD79Cf9rjtfQbd